# PO-10 (Spanje)

De PO-10

De PO-10 of Acceso Sur a Pontevedra is een autovía in Galicië. De snelweg is 1,7 kilometer lang en verbindt onder andere de AP-9 en de PO-11.